# نماز شام غریبان چو گریه آغازم
غزلی با مطلعِ «نماز شام غریبان چو گریه آغازم» غزل شمارهٔ ۳۳۳ از دیوانِ حافظ در تصحیحِ محمد قزوینی و قاسم غنی است.

## وزن
مفاعلن فعلاتن مفاعلن فعلن (مجتث مُثَمَّن مَخبون محذوف)

## در اجراها
محمود خوانساری در برنامهٔ شمارهٔ ۱۹ از مجموعهٔ گل‌های تازه این غزل را در آوازِ افشاری اجرا کرده‌است.